# جون لي هوكر

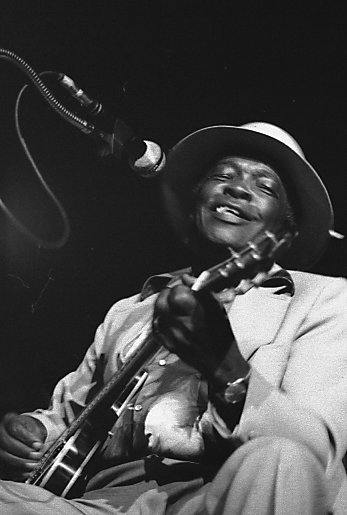
جون لي هوكر سنة 1978 في تورونتو

جون لي هوكر (بالإنجليزية: John Lee Hooker) (كلاركسدال، ميسيسيبي، في 22 أغسطس 1917 - سان فرانسيسكو، 21 يونيو 2001) مغني وعازف غيتار على طريقة البلوز الأمريكي. بدأ رحلته الموسيقية في 1948، سجل أكثر من مئة ألبوم وعاش السنوات الأخيرة من حياته في سان فرانسيسكو ، حيث كان لديه نادي يسمى "غرفة بوم بوم"، تخليدا لإحدى أنجح أغانيه.

## وصلات خارجية
- جون لي هوكر على موقع IMDb (الإنجليزية)
- جون لي هوكر على موقع الموسوعة البريطانية (الإنجليزية)
- جون لي هوكر على موقع روتن توميتوز (الإنجليزية)
- جون لي هوكر على موقع ميوزك برينز (الإنجليزية)
- جون لي هوكر على موقع رولينغ ستون (الإنجليزية)
- جون لي هوكر على موقع إن إن دي بي (الإنجليزية)
- جون لي هوكر على موقع أول ميوزيك (الإنجليزية)
- جون لي هوكر على موقع ديسكوغز (الإنجليزية)
- جون لي هوكر على موقع قاعدة بيانات الفيلم (الإنجليزية)

- الموقع الرسمي